# Вакцина Novavax против COVID-19
NVX-CoV2373 — вакцина против COVID-19 на основе белковых субъединиц, которая содержит спайковый белок молекулы SARS-CoV-2, разрабатываемая компанией Novavax с января 2020.
В марте 2020 года Novavax объявила о сотрудничестве с Emergent BioSolutions для проведения доклинических и ранних исследований вакцины-кандидата на людях. В рамках партнёрства Emergent BioSolutions будет производить вакцину в больших масштабах на своём предприятии в Балтиморе.
Первые исследования безопасности для человека, названные NVX-CoV2373, начались в мае 2020 года в Австралии.
В июле компания объявила, что может получить $1,6 млрд. от Operation Warp Speed для ускорения разработки своей вакцины-кандидата от коронавируса к 2021 году — если клинические испытания покажут эффективность вакцины. Представитель Novavax заявил, что 1,6 миллиарда долларов были получены в результате «сотрудничества» между Министерством здравоохранения и социальных служб и Министерством обороны, где генерал Густав Ф. Перна был выбран в качестве главного операционного директора компании Warp Speed. В конце сентября Novavax подошла к завершающей стадии тестирования своей вакцины против коронавируса в Великобритании. Было объявлено, что к октябрю в США начнётся ещё одно крупное клиническое исследование.
28 декабря Financial Times сообщили о старте клинического исследования III фазы данной вакцины на 30 000 участников. Результаты ожидаются в I квартале 2021 года. 25 % участников исследования будут пожилыми людьми, 15 % — афроамериканцами. Утверждается, что вакцина стабильна при температурах от 2 до 8 градусов Цельсия, и, соответственно, не требует каких-то специфических «холодных цепочек» логистики и хранения, как некоторые другие вакцины от ковида.
28 января 2021 года исследование III фазы достигло первичной контрольной точки, эффективность вакцины оценивается в 89,3 %. При этом в ЮАР, где распространён мутировавший штамм 501.V2, эффективность среди ВИЧ-негативных пациентов составила 60%.
1 ноября 2021 года Индонезия стала первой страной в мире, одобрившей применение вакцины NVX-CoV2373, которая получила официальное название «Кововакс» (Covovax).
20 декабря 2021 года вакцина была официально одобрена Европейским агентством лекарственных средств (EMA).
Исследования фирмы в конце декабря 2021 года показали, что Novavax также эффективен против Омикрон-штамма коронавируса, особенно в виде бустерной вакцинации.
В декабре 2021 года было объявлено, что фирма Novavax готовит версию вакцины против Омикрон-штамма, которую собираются начать производить уже в январе 2022 года.

## Разрешение для применения
| Страна           | Дата             | Источники |
| ---------------- | ---------------- | --------- |
| Индонезия        | 1 ноября 2021    | [ 17 ]    |
| Филиппины        | 17 ноября 2021   | [ 18 ]    |
| Европейский союз | 20 декабря 2021  | [ 19 ]    |
| Индия            | 28. декабря 2021 | [ 20 ]    |